# Кітаката рамен
Кітаката рамен, або Кітакатський рамен (яп. きたかたラーメン, латиніз.: Kitakata ramen) — це місцевий рамен (токусанхін), що походить з міста Кітаката, префектура Фукушіма.
До об'єднання муніципалітетів у січні 2006 року (рік Хейсей 18) колишнє місто Кітаката мало близько 120 ресторанів рамен на 37 000 жителів, що було найвищим показником в Японії за кількістю ресторанів відносно кількості населення. Поряд з раменом Саппоро та раменом Хаката, є одним з трьох основних видів рамену в Японії.

## Опис
В основі супу — прозорий бульйон зі свинячих кісток з ароматом соєвого соусу та легким смаком. Деякі ресторани готують основу зі свинячих кісток та сушеної сардини окремо, а потім змішують їх разом. Основа ароматизована соєвим соусом, але деякі магазини використовують супи зі смаком солі або місо, які дуже різняться між собою. Локшина називається «пласка, дозріла локшина з декількома добавками», вона товста, близько 4 мм завширшки, нарізається ножами № 12 або № 14. Вона має унікальну кучерявість і м'яку консистенцію. Інгредієнти, як правило, складаються переважно зі свинини чашу, зеленої цибулі, бамбукових пагонів та наруто.

## Історія

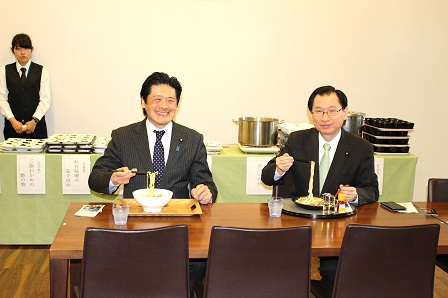
Шігекі Іваї, парламентський секретар з питань реконструкції, їсть рамен Кітаката на виставці-продажу, і Масайоші Хамада, заступник міністра з питань реконструкції, їсть ядзямен Моріока (на момент 2015 року).

1927 року (рік Сьова 2) засновник Genraiken, Бан Кінсей / Хан Кінсей (1905—1994), відкрив кіоск, де подавали «китайську собу», вид локшини, схожий на китайську локшину. Ця страва стала частиною громадського життя. Пан був родом з провінції Чжецзян, Китай, і наприкінці епохи Тайшьо поїхав до Японії, щоб працювати, де він почав виробляти і продавати китайську локшину в Кітакаті.
Пізніше все більше людей почали наслідувати цей досвід у приготуванні «китайської соби», і багато закладів харчування у місті, такі як «Макото Шьокудо» та «Баннай Шьокудо», почали пропонувати «китайську собу» (китайську локшину) у своїх меню.
У 1982 році співробітники міського відділу торгівлі, промисловості та туризму почали шукати місце для обіду групових туристів, щоб збільшити тривалість перебування групових туристів. Оскільки в японських ресторанах міста не було місця для розміщення груп, вони звернули увагу на магазини рамен і представили їх туристичним агенціям як місця обіду для груп.
З іншого боку, щоб збільшити доходи від туризму, збільшення тривалості перебування туристів стало проблемою. Приблизно в 1982 році працівники відділу торгівлі, промисловості та туризму міста почали шукати місце для обіду для груп туристів, щоб збільшити кількість часу, який вони там проводять, але вони не змогли знайти місце для обіду у місті Оскільки у них не було місця для розміщення груп туристів, вони звернулися до ресторанів рамен і представили їх туристичним компаніям як місце для обіду для груп туристів.
Міська влада відкрила ресторан рамену «Макото Шьокудо», але існувало певне занепокоєння щодо відкриття ресторану з низькою ціною в кілька сотень єн за тарілку як місця для обіду, тому місто запросило до «Макото Шьокудо» групу людей з комерційних телекомпаній для висвітлення «унікального рамену». Так ресторан був показаний в комерційніх телепрограмах. У 1983 році, за посередництва Федерації туризму префектури Фукусіма, Кітакатський рамен став добре відомим по всій Японії, оскільки був представлений в односторінковій PR-статті в журналі «Rurubu» Японського транспортного бюро (тепер JTB), а також був показаний на NHK.
«Макото Шьокудо» закрився наприкінці вересня 2023 року.